# Pular
Pular är en vulkan i Chile. Den ligger i provinsen Provincia de El Loa och regionen Región de Antofagasta, i den norra delen av landet. Toppen på Pular är 6 233 meter över havet.
Pular är den högsta punkten i trakten. Trakten runt Pular är ofruktbar med lite eller ingen växtlighet.